# او۲
او۲ (انگلیسی: O2) شرکت مخابرات بریتانیایی است، که در سال ۲۰۰۱ تأسیس شد.